# Astragalus gorczakovskii
Astragalus gorczakovskii es una especie de planta del género Astragalus, de la familia de las leguminosas, orden Fabales.

## Distribución
Astragalus gorczakovskii se distribuye por Siberia.

## Taxonomía
Fue descrita científicamente por L. I. Vasil'eva. Fue publicada en Fl. Evropeískoí Chasti SSSR 6: 57 (1987).